# Austromarxism

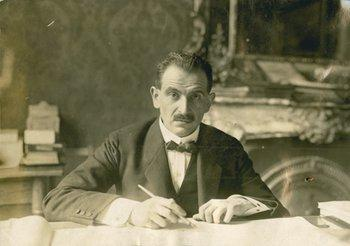
Otto Bauer.

Austromarxismen är den österrikiska socialdemokratiska rörelsen som verkade under mellankrigstiden (1918–1934).
Vad exakt austromarxismen innebär är inte alltid tydligt, men vanligtvis talar man om det säregna politiska projekt som leddes av den österrikiska socialdemokratiska rörelsen. Denna ville finna en mellanväg mellan den västeuropeiska socialdemokratins reformism och den revolutionära bolsjevismen. Resultatet blev en radikal men demokratisk socialistisk politik. Austromarxismens kanske främsta företrädare Otto Bauer menade i sin Vägen till socialismen från 1919, att socialismen i Västeuropa aldrig skulle kunna upprättas genom ett väpnat uppror såsom fallet i Ryssland 1917. Bauer ansåg att ett väpnat revolutionsförsök skulle leda till inbördeskrig mellan arbetarklassen och medel- och överklassen. Till skillnad från det vid tiden agrara Ryssland skulle de västeuropeiska industrikapitalistiska ländernas ekonomier krossas. Resultatet skulle bli ett upphörande av produktion av till exempel livsmedel vilket skulle drabba arbetarklassen värst. Bauers recept var istället "den långsamma revolutionen", det vill säga radikala systemförändrande reformer.
Austromarxismen som politisk rörelse styrdes framgångsrikt från den österrikiska huvudstaden Wien. Man var inringad av starkt konservativa krafter dominerade av katolska kyrkan. Detta fick till följd att man tidigt genomförde starkt progressiva reformer från sekelskiftet 1900 och framåt, som var långt före sin tid och senare togs efter av inte minst den socialdemokratiska rörelsen i Sverige. Omfattande bostadsprogram för att bygga bort förslumningen och hälsovård, självförvaltning av bostadsområden och omfattande utbildningsprogram med egna skolor byggdes upp av austromarxisterna för att öka arbetarklassens medvetenhet och där Otto Bauer, Rudolf Hilferding och Friedrich Adler själva deltog som lärare. Syftet var delvis att via "exemplets makt", visa det övriga konservativa Österrike på vad som kunde genomföras rent praktiskt om man gick samman för en politik som tjänade folkflertalet och på så vis nå utanför Wien.
Men från och med den ekonomiska krisen 1929 stärktes de reaktionära krafterna vilket resulterade i en fascistisk statskupp 1934. Den österrikiska arbetarrörelsen försökte göra motstånd och var de första att ta till vapen mot fascismen i Europa, men motståndet var dåligt organiserat och slogs snart ner. Därefter har den austromarxistiska rörelsen blivit relativt bortglömd som praktisk, politisk kraft. Men som teoretisk mycket säregen och framstående rörelse av betydelse med sådana som Otto Bauer och en rad andra kända företrädare, som till exempel Rudolf Hilferding, Victor Adler med flera kom austromarxismen att spela en inte ringa roll senare för dem som sökte en "tredje väg" mellan socialdemokrati och kommunism. Austromarxismen har haft stor betydelse för det som senare kom att benämnas eurokommunism och den nya vänstern.